# Tipo 051C
El destructor Tipo 051C (nombre de la OTAN: clase Luzhou) es un destructor de misiles guiados de defensa aérea de largo alcance de la Armada del Ejército Popular de Liberación (acrónimo en inglés: PLAN) construido por China en su esfuerzo por crear una flota de alta mar. El buque utiliza el diseño del casco del antiguo Tipo 051B (clase Luhai), pero está equipado con los avanzados sistemas rusos de misiles de defensa antiaérea S-300FM. En la actualidad, dos buques de esta clase, el Shenyang y el Shijiazhuang, han sido botados y desplegados por la Flota del Mar del Norte de la Armada del Ejército Popular de Liberación.

## Buques de la serie
| Número | Número de banderín | Nombre                | Astillero | Botado                  | Alta                | Flota                   | Estado |
| ------ | ------------------ | --------------------- | --------- | ----------------------- | ------------------- | ----------------------- | ------ |
| 1      | 115                | 沈阳 / Shenyang       | Dalian    | 28 de diciembre de 2004 | 1 de enero de 2006  | Flota del Mar del Norte | Activo |
| 2      | 116                | 石家庄 / Shijiazhuang | Dalian    | 26 de julio de 2005     | 22 de enero de 2007 | Flota del Mar del Norte | Activo |